# 克雷拉茨科耶区
克雷拉茨科耶区（俄語：район Крылатское）是莫斯科西行政区的一区，面积12.04平方公里，人口82,363人。克雷拉茨科耶站位于该区。